# Al-Mu'aidar Sports Club
L'Al-Mu'aidar Sports Club è una società di calcio qatariota di Doha, fondata nel 1996. Milita nella Seconda Divisione, la seconda serie del campionato qatariota di calcio.
Ha vinto la Coppa dello Sceicco Jassem nel 2003.

## Storia

### 1996-2013: Seconda Divisione
Il club è stato fondato nel 1996 con il nome di Al-Shabab Sports Club. Ha cambiato il suo nome in Al-Mu'aidar Sports Club nel 2004 per decisione del Comitato Olimpico del Qatar. La squadra ha giocato in Seconda Divisione fino al 2013.
La squadra ha raggiunto per la prima volta i play-off per la promozione nella stagione 1999-2000, contro il Qatar SC.
Nel 2003 l'Al-Mu'aidar è diventata la prima squadra nella storia della seconda divisione a vincere la Coppa dello Sceicco Jassem, avendo sconfitto l'Al Wakrah per 2-1 in finale.
Seconda classificata nella Seconda Divisione nella stagione 2012 e in quella 2013, ha preso parte ai play-off contro Umm-Salal e Al-Arabi. Nel 2012 ha perso la prima partita contro l'Umm Salal per 0-1 ai supplementari e nel 2013 ha perso per 1-2 contro l'Al-Arabi dopo i tempi supplementari nel 2013.
Il presidente del club, Saleh Al-Aji, ha presentato un reclamo il 23 aprile seguente dato che, a suo dire, l'Al-Arabi aveva schierato il giocatore Baba Keita, che era squalificato, ma la Federazione calcistica del Qatar respinse il ricorso, affermando che le fonti apportate da Keita non avevano fondamento.

### Dal 2013: Qatar Stars League
Il 7 maggio 2013 fu annunciato che la Qatar Stars League sarebbe stata estesa a 14 squadre: ciò ha permesso all'Al-Mu'aidar di essere promosso per la prima volta in Qatar Stars League nonostante la sconfitta subita ai play-off.
Per la prima esperienza in prima divisione, il club ha ingaggiato il tecnico Ladislas Lozano.

## Allenatori
- Fareed Ramzi (2004)
- Sabri Miniawy (2004-06)
- Abdelkadir Bomir (2007)
- Abdulrahman Taleb (2007-08)
- Abdullah Saad (2009)
- Silvio Diliberto (2009-2012)
- Mohammed Sahel (2012-2013)
- Ladislas Lozano (2013-)

## Rosa 2012-2013
Fonte: 
| N. |                           | Ruolo | Calciatore         |
| -- | ------------------------- | ----- | ------------------ |
| 1  | Senegal (bandiera)        | P     | Sahilou Ndiaye     |
| 5  | Qatar (bandiera)          | C     | Ezzat Jadoua       |
| 6  | Qatar (bandiera)          | D     | Amer Rajab         |
| 8  | Rep. del Congo (bandiera) | A     | Guy Mbenza         |
| 9  | Brasile (bandiera)        | A     | Johnson Kendrick   |
| 10 | Bolivia (bandiera)        | C     | Jhasmani Campos    |
| 11 | Qatar (bandiera)          | A     | Salman Ali Shaker  |
| 12 | Qatar (bandiera)          | D     | Hamouda Hamdi      |
| 14 | Qatar (bandiera)          | D     | Saad Salmeen       |
| 18 | Uzbekistan (bandiera)     | C     | Fozil Musaev       |
| 20 | Qatar (bandiera)          | C     | Salman Ali Abdulla |
| 22 | Qatar (bandiera)          | D     | Mohammed Attiya    |
| 27 | Qatar (bandiera)          | C     | Thanaf Saadi       |
| 28 | Ruanda (bandiera)         | A     | Jean-Paul Eale     |

| N. |                       | Ruolo | Calciatore           |
| -- | --------------------- | ----- | -------------------- |
| 35 | Qatar (bandiera)      | C     | Hussain Fardallah    |
| 88 | Qatar (bandiera)      | P     | Marwan Ahmad Naji    |
| 99 | Sudan (bandiera)      | C     | Anwar Babiker        |
| -- | Montenegro (bandiera) | D     | Đorđe Đikanović      |
| -- | Iraq (bandiera)       | D     | Ahmad Ibrahim Khalaf |
| -- | Qatar (bandiera)      | D     | Selman Mesbeh        |
| -- | Qatar (bandiera)      | D     | Yasser Hatam         |
| -- | Qatar (bandiera)      | D     | Khaled Saif          |
| -- | Qatar (bandiera)      | C     | Abdulaziz Issa       |
| -- | Sudan (bandiera)      | C     | Rami Omar            |
| -- | Qatar (bandiera)      | C     | Saoud Al-Ali         |
| -- | Qatar (bandiera)      | A     | Ali Aloob            |
| -- | Qatar (bandiera)      | A     | Mohammed Harees      |

### Staff tecnico
| Staff Tecnico        | Staff Tecnico                         |
| -------------------- | ------------------------------------- |
| Allenatore           | Ladislas Lozano                       |
| Allenatore portieri  | Adel Arafa                            |
| Preparatore atletico | Reinaldo Costa                        |
| Coach                | Antonio Baggio                        |
| Staff Direzionale    |                                       |
| Team manager         | Mahmoud Ali Mahmoud                   |
| Amministratori       | Hussein Khudair Jamal Saeed Ali Salah |

## Palmarès

### Competizioni nazionali
- Coppa dello Sceicco Jassem: 1

2003
- Campionato qatariota di seconda divisione: 2

2015-2016, 2022-2023